# Can't Get No Grindin'
Can't Get No Grindin' — студійний альбом американського блюзового музиканта Мадді Вотерса, випущений у 1973 році лейблом Chess. 1973 року альбом був номінований на премію «Греммі» (в категорії «Найкращий запис етнічної музики або традиційного фолку»). 1991 року альбом був включений до Зали слави блюзу.

## Про альбом
Ветеран-продюсер лейблу Chess Ральф Басс спродюсував цю сесію в Чикаго, коли компанія була продата GRT з Нью-Йорку, однак самі будівля і студія Chess ще розташовувались за адресою 320 E. 21-а стрит. Тут присутній основний склад гурту Вотерса, до якого приєднався його учень Джеймс Коттон на губній гармонці, який акомпанував йому на цій швидкозаписаній сесії (Басс надавав перевагу живій спонтанності замість великій кількості дублів, коли продюсував блюз). Музикант і його гурт знаходяться у чудовій формі, демонструючи блюз, завдяки якому Вотерс став відомим у 1960-х роках. Chess намагалися дещо осучаснити звучання Вотерса на його інших альбомах 1960-х і 1970-х років, однак тут дозволили музиканту зіграти звичний класичний чиказький блюз. Заглавна пісня з підзаголовком «What's the Matter With the Meal» є насправді адаптацією «What's the Matter With the Mill» Мемфіс Мінні.
У записі взяли участь: Мадді Вотерс, вокал і гітара; Джеймс Коттон, губна гармоніка; Пайнтоп Перкінс, фортепіано/клавішні; Пі Ві Крейтон, гітара; Сем Лоугорн, гітара; Келвін Джонс, бас-гітара; Віллі Сміт, ударні. Записаний у березні 1972 року на студії Chess (Ter-Mar) Recording Studios в Чикаго.

## Визнання
1973 року на 16-й церемонії нагородження премії «Греммі» альбом Can't Get No Grindin' був номінований в категорії «Найкращий запис етнічної музики або традиційного фолку (включаючи традиційний блюз)». 1991 року альбом був включений до Зали слави блюзу (в категорії «Класичний блюзовий запис — альбом»); він став першим і поки єдиним альбом Вотерса у Залі слави блюзу, що записувася як повноційнний альбом, і не є збіркою синглів або старого матеріалу).

## Список композицій
1. «Can't Get No Grindin' (What's the Matter With the Meal)» (Маккінлі Морганфілд) — 2:45
2. «Mother's Bad Luck Child» (Маккінлі Морганфілд) — 4:57
3. «Funky Butt» (Маккінлі Морганфілд) — 2:53
4. «Sad Letter» (Маккінлі Морганфілд) — 4:15
5. «Someday I'm Gonna Ketch You» (Маккінлі Морганфілд) — 3:12
6. «Love Weapon» (Маккінлі Морганфілд) — 4:05
7. «Garbage Man» (Віллі Геммонд) — 2:40
8. «After Hours» (Ейвері Перріш) — 3:50
9. «Whiskey Ain't No Good» (Маккінлі Морганфілд) — 4:32
10. «Muddy Waters' Shuffle» (Маккінлі Морганфілд) — 2:20

## Учасники запису
- Мадді Вотерс — вокал, гітара
- Джеймс Коттон — губна гармоніка
- Пайнтоп Перкінс — клавішні
- Пі Ві Медісон, Семмі Лоугорн — гітара
- Келвін Джонс — бас-гітара
- Віллі Сміт — ударні

Технічний персонал
- Ральф Басс — продюсер
- Гері Старр — інженер
- Ніл Терк — артдиректор і фотографія